# Saison 1957-1958 de la LNH
Saison précédente Saison suivante
La saison 1957-1958 est la 41e saison de la Ligue nationale de hockey. Les six équipes ont joué chacune 70 matchs.

## Saison régulière
La saison voit les Canadiens de Montréal gagner le championnat ainsi qu'une grande partie des trophées de la saison. Leur attaquant vedette Maurice Richard devient le premier joueur à inscrire plus de 500 buts dans la LNH, leur gardien de but, Jacques Plante gagne son troisième trophée Vézina consécutif et enfin Doug Harvey remporte son quatrième trophée James-Norris de suite.

### Classement final
Les quatre premières équipes sont qualifiées pour les séries éliminatoires.
| Clt   | Équipe                 | PJ | V  | D  | N  | BP  | BC  | Pts |
| ----- | ---------------------- | -- | -- | -- | -- | --- | --- | --- |
| +001, | Canadiens de Montréal  | 70 | 43 | 17 | 10 | 250 | 158 | 96  |
| +002, | Rangers de New York    | 70 | 32 | 25 | 13 | 195 | 188 | 77  |
| +003, | Red Wings de Détroit   | 70 | 29 | 29 | 12 | 176 | 207 | 70  |
| +004, | Bruins de Boston       | 70 | 27 | 28 | 15 | 199 | 194 | 69  |
| +005, | Black Hawks de Chicago | 70 | 24 | 39 | 7  | 163 | 202 | 55  |
| +006, | Maple Leafs de Toronto | 70 | 21 | 38 | 11 | 192 | 226 | 53  |

- Vainqueur du trophée Prince de Galles
- Qualifié pour les séries éliminatoires

### Meilleurs pointeurs
| Joueur         | Équipe   | PJ | B  | A  | Pts | Pun |
| -------------- | -------- | -- | -- | -- | --- | --- |
| Dickie Moore   | Montréal | 70 | 36 | 48 | 84  | 65  |
| Henri Richard  | Montréal | 67 | 28 | 52 | 80  | 56  |
| Andy Bathgate  | New York | 65 | 30 | 48 | 78  | 42  |
| Gordie Howe    | Détroit  | 64 | 33 | 44 | 77  | 40  |
| Bronco Horvath | Boston   | 67 | 30 | 36 | 66  | 71  |

## Séries éliminatoires de la Coupe Stanley

### Tableau récapitulatif
|  | Demi-finales                            | Demi-finales                      |          |   | Finale de la Coupe Stanley         | Finale de la Coupe Stanley         |
|  | Demi-finales                            | Demi-finales                      |          |   | Finale de la Coupe Stanley         | Finale de la Coupe Stanley         |
|  |                                         |                                   |          |   |                                    |                                    |
|  | 25, 27, 30 mars et 1er avril 1958       | 25, 27, 30 mars et 1er avril 1958 |          |   | 8, 10, 13, 15, 17 et 20 avril 1958 | 8, 10, 13, 15, 17 et 20 avril 1958 |
|  | 25, 27, 30 mars et 1er avril 1958       | 25, 27, 30 mars et 1er avril 1958 |          |   | 8, 10, 13, 15, 17 et 20 avril 1958 | 8, 10, 13, 15, 17 et 20 avril 1958 |
|  | Montréal                                | 4                                 |          |   | 8, 10, 13, 15, 17 et 20 avril 1958 | 8, 10, 13, 15, 17 et 20 avril 1958 |
|  | Montréal                                | 4                                 |          |   | 8, 10, 13, 15, 17 et 20 avril 1958 | 8, 10, 13, 15, 17 et 20 avril 1958 |
|  | Détroit                                 | 0                                 |          |   | 8, 10, 13, 15, 17 et 20 avril 1958 | 8, 10, 13, 15, 17 et 20 avril 1958 |
|  | Détroit                                 | 0                                 | Montréal | 4 |                                    |                                    |
|  | 25, 27, 29 mars, 1er, 3 et 5 avril 1958 |                                   | Montréal | 4 |                                    |                                    |
|  |                                         | Boston                            | 2        |   |                                    |                                    |
|  | Boston                                  | Boston                            | 2        | 4 |                                    |                                    |
|  | Boston                                  |                                   |          | 4 |                                    |                                    |
|  | New York                                | 2                                 |          |   |                                    |                                    |
|  | New York                                | 2                                 |          |   |                                    |                                    |

### Finale
Les Canadiens de Montréal gagnent 4 matchs à 2 contre les Bruins de Boston et remportent ainsi la Coupe Stanley.

## Honneurs remis aux joueurs et équipes

### Trophées
| Trophée              | Joueur          | Équipe                 |
| -------------------- | --------------- | ---------------------- |
| Trophée Calder       | Frank Mahovlich | Maple Leafs de Toronto |
| Trophée Art-Ross     | Dickie Moore    | Canadiens de Montréal  |
| Trophée Hart         | Gordie Howe     | Red Wings de Détroit   |
| Trophée James-Norris | Doug Harvey     | Canadiens de Montréal  |
| Trophée Lady Byng    | Camille Henry   | Rangers de New York    |
| Trophée Vézina       | Jacques Plante  | Canadiens de Montréal  |

| Trophée                  | Équipe                |
| ------------------------ | --------------------- |
| Trophée Prince de Galles | Canadiens de Montréal |
| Coupe Stanley            | Canadiens de Montréal |

### Équipes d'étoiles
| Position       | Première équipe | Première équipe        | Deuxième équipe  | Deuxième équipe       |
| Position       | Joueur          | Équipe                 | Joueur           | Équipe                |
| -------------- | --------------- | ---------------------- | ---------------- | --------------------- |
| Gardien de but | Glenn Hall      | Black Hawks de Chicago | Jacques Plante   | Canadiens de Montréal |
| Défenseur      | Bill Gadsby     | Rangers de New York    | Fern Flaman      | Bruins de Boston      |
| Défenseur      | Doug Harvey     | Canadiens de Montréal  | Marcel Pronovost | Red Wings de Détroit  |
| Ailier gauche  | Dickie Moore    | Canadiens de Montréal  | Camille Henry    | Rangers de New York   |
| Centre         | Henri Richard   | Canadiens de Montréal  | Jean Béliveau    | Canadiens de Montréal |
| Ailier droit   | Gordie Howe     | Red Wings de Détroit   | Andy Bathgate    | Rangers de New York   |